# 피터 하트
피터 하트(Peter Hart, 1963년 11월 11일 – 2010년 7월 22일)는 현대 아일랜드 역사를 전공한 캐나다 태생의 역사학자이다.

## 삶
피터 하트는 뉴펀들랜드의 세인트 존(Saint John's)에서 태어나 성장했다. 그는 뉴펀들랜드 메모리얼 대학교에서 1년간 수학하다가, 온타리오주의 킹스턴에 위치한 퀸즈 대학교로 옮겨 공부를 계속한 그는 그곳에서 학사 학위를 받으며 졸업하고, 예일 대학교에서 국제관계학 석사 과정을 밟았다. 그러고 나서는 아일랜드로 이사하여 더블린의 트리니티 대학교에서 박사 과정을 밟기 시작했다. 그의 박사학위논문은 카운티 코르크(County Cork)에서의 아일랜드 공화국군(Irish Republican Army, 1919년~1921년)에 관한 것이었다. 박사과정을 마친 뒤, 그는 벨파스트 퀸즈 대학교에서 5년간 강의하면서 연구하는 자리를 얻게 되었다. 2003년에 이 계약이 만료되자 하트는 캐나다로 돌아갔다. 이때부터 그는 뉴펀들랜드의 메모리얼 대학교에서 아일랜드학을 전공하는 캐나다 연구 교수(Canada Research Chair)로 재직했다. 그는 메모리얼 대학의 부교수(associate professor)이기도 하다.

## 연구
피터 하트는 1919년~1923년의 '아일랜드 혁명(Irish Revolution)'을 상세하게 연구해 몇 권의 책을 발표했다. ('아일랜드 혁명'은 1919년~1921년의 아일랜드 독립전쟁과 1922년~1923년의 아일랜드 내전으로 나눌 수 있다)
그의 첫 대표작은 The I.R.A. and Its Enemies : Violence and Community in Cork, 1916-1923 (1998년)이다. 이 책은 독립전쟁 기간에 카운티 코르크에서 아일랜드 공화국군의 조직, 사회적 구성, 행동 등을 심층적으로 연구한 것이다. 이 책은 크리스토퍼 에워트-빅스 메모리알 상(Christopher Ewart-Biggs Memorial Prize) (1998년)을 포함하여 3개의 상을 수상하기도 했다.
하트는 지금까지 British Intelligence in Ireland (2002년), The IRA at War 1916-23 (2004년) 등의 연구서를 비롯하여, 이 시기의 아일랜드 공화국군의 다양한 사회적, 정치적, 군사적 측면에 관한 글 모음집을 발표했다. 또한 그는 많은 역사가들의 논문을 모은 The Irish Revolution (2002년)에 자신의 논문을 싣기도 했다. 최근작은 마이클 콜린스의 전기 Mick (2006년)이다.

## 논쟁
피터 하트의 주장들은 역사학계에서 많은 논쟁을 촉발시키고 있다.

### 킬미카엘 매복공격(Kilmichael Ambush)
하트는 1920년 11월에 일어난 킬미카엘 매복공격에 대해 서술했는데, 이에 대한 비판이 제기되었다. 그는 아일랜드 공화국군의 지휘관 톰 배리(Tom Barry)가 부상당한 영국 보충대(Auxiliaries) 병사들을 항복에도 불구하고 살해했다고 주장했다. 톰 배리가 그 사건을 목격하고 작성한 글은, 영국 보충대 병사들이 거짓으로 항복하여 그 항복을 받아들이려고 서 있었던 아일랜드 공화국군 대원들을 죽였으며, 그 이후에 자신이 포로를 받아들이지 말라는 지시를 내렸다고 기록하고 있다. 하트는 이것이 꾸며낸 이야기일 뿐이라고 반박했다. 그는 당시의 매복에 참여했던 익명의 아일랜드 공화국군 대원 2명과의 인터뷰, 그리고 그 충돌에 대한 영국의 기록 "Rebel Commandant's Report"(서명은 남아있지 않다)를 근거로 제시했다.
그런데 역사학자 메다 라이언(Meda Ryan)은 피터 하트가 제시하는 근거들이 신뢰할 만한 것인지 의문을 제기했다. 그녀는 Tom Barry, IRA Freedom Fighter에서, 하트가 'AF'라는 이름을 사용한 한 전(前) 대원과 인터뷰를 한 것이, 당시의 매복공격에 참가했다고 알려진 마지막 아일랜드 공화국군 대원인 에드워드 (네드) 영(Edward Ned Young)이 1989년 11월 13일에 97세의 나이로 사망한 지 6일 후였다는 점을 지적했다. 에드워드 영은 말년에 건강이 좋지 않았는데, 하트의 익명 인터뷰가 행해진 시기의 범위에는 그 외에는 살아 있는 전(前) 대원이 없었다는 것이다.
또한 라이언은 하트가 근거로 제시한 "Rebel Commandant's Report"가 영국측의 위작(僞作)이라고 주장했다. 그녀는 그 기록 문서에 영국측만이 알 수 있고 톰 배리는 모르는 정보를 포함하고 있었다고 보았다. 예를 들면, 한 보충대 병사(Guthrie)의 '실종'에 관한 정보, 영국측 무기의 정확한 수량 등이다. 또한 그 기록 문서는 당시의 사태 전개에 관해 사실과 다른 오류를 포함하고 있는데, 특히 문서의 작성자는 킬미카엘 매복공격에서 아일랜드 공화국군이 입은 인명 피해에 관해 분명히 몰랐던 것으로 보인다. 그러나 이 정보는 톰 배리는 알고 있었던 것이다. 그 기록 문서는 아일랜드 공화국군의 대원 한 명은 매복공격 와중에 바로 사망했고, 다른 두 명은 부상이 악화되어 나중에 사망했다고 기록하고 있다. 그러나 사실은 그 반대였다. 라이언은 이런 정보를 톰 배리가 몰랐을리가 없다고 주장했다.

### 던맨웨이 학살(Dunmanway Killings)
하트는 The IRA and its Enemies에서 또다른 논쟁적인 주장을 했다. 카운티 코르크의 아일랜드 공화국군이, 1921년 7월의 휴전으로 인해 영국측과의 적대 행위가 중지되기 이전 뿐만 아니라 이후에도, 신교도들에 대하여 '인종 청소(Ethnic Cleansing)' 작전을 수행했다는 것이다. 특히 하트는 1922년 4월에 던맨웨이에서 12명의 신교도들이 피살된 것을 주요한 근거로 인용했다.
그러나 이에 대해서 메다 라이언과 브라이언 머피(Brian Murphy)는 하트가 적절한 사료를 사용하지 못하고 있다고 지적했다. 예를 들면, 하트는 한 영국 정보요원의 평가 문서 "The Record of the Rebellion in the 6th Divisional Area"를 통해 당시의 총격이 순전히 신교도를 겨냥한 종파적인 행위였다는 주장을 뒷받침했다. 하지만 하트가 인용한 문장의 바로 다음 부분은 그렇지 않았다는 것을 암시하는 것이었다. 브라이언 버피는 1998년 학술지 <The Month>에 실린 하트의 책에 대한 서평에서 이 점을 지적했다. 라이언은 피살된 사람들의 이름이, 영국 보충대가 던맨웨이 구빈원의 막사들을 비우고 철수하면서 남겨놓은 자료에서 "도움이 되는 시민들(helpful citizens)"의 명단에 올라 있었다는 점을 밝혔다. 하트는 1922년 4월에 발생한 피살자들의 이름에 관한 정보를 알지 못한 채, 몇 가지 추론을 통해 해당 부분을 서술했다.
또한 브라이언 머피는 피터 하트의 자료 활용에 대해 비판하면서, 하트가 "The Record of the Rebellion in the 6th Divisional Area"을 선택적으로 인용하는 가운데 'The People'에 관한 한 장 전체를 빠뜨렸다고 지적했다. 이 장은 아일랜드인들에 대한 영국측의 인종차별주의적 태도를 보여주는데, 동시에 그들의 적이 종파적이라고 주장하지 않고 있다는 점이 중요하다. 피터 하트는 자신의 책에서 이 생략에 대해서 언급하지 않았는데, 그밖에 논쟁의 여지가 덜한 생략은 표시되어 있다.
어쨌든, 당시 영국-아일랜드 조약을 둘러싸고 분열해 있었던 아일랜드 독립운동의 분파 모두가 던맨웨이 학살을 한목소리로 비판했다. 그것이 예전의 스파이들과 정보 제공자들에 대해서는 사면한다는 규정을 어긴 것이었기 때문이다.

### 인종청소(Ethnic cleansing)
피터 하트의 The IRA at War 1916-23는 아일랜드 내전 기간의 공화주의자들의 행동이 인종청소라고 표현될 수 있다는 주장을 포함하고 있었다. 하지만 그는 2006년 6월에 <Irish Times>에 보낸 편지에서 자신이 '인종 청소'라는 표현을 사용한 적이 없다고 말했다.
이에 미국의 역사학자인 존 보고보노(John Borgonovo)는 2006년 7월 14일에 다음과 같이 답했다.
"피터 하트 박사는 6월 28일의 편지에서, 자신이 아일랜드 독립전쟁 기간에 코르크에서든 어디서든 '인종 청소'가 일어났다고 말한 적이 없다고 주장했다. 하지만 이것은 엄밀하지 않다. 그의 논문 "The Protestant Experience of Revolution in Southern Ireland"에서, 하트 박사는 이 시기에 관하여 '인종청소'라고 불릴 만한 유사한 작전들이 사우스 티퍼래리(South Tipperary), 레이트림(Leitrim), 메이요(Mayo), 리머릭(Limerick), 웨스트미스(Westmeath), 로우스(Louth), 코르크(Cork) 등의 카운티에서 일어났다고 적고 있다."
"그는 또한 아일랜드 혁명을 보스니아에 비교했다. 하트 박사의 획기적인 저작 The IRA and its Enemies는 본질적으로 코르크에서 일어난 신교도 시민들에 대한 총격의 원인을, 그 피해자들이 실제로 행한 잘못이 아니라, 아일랜드 공화국군이 가진 '복수하고 싶은 욕망에 대한 두려움' 탓으로 돌리고 있다. 나는 동의하지 않는다."
"곧 출간될 나의 책 Spies, Informers And The 'Anti-Sinn Féin Society' 는 1920년~1921년에 코르크 시(Cork city)에서 이루어진 정보제공 용의자들에 대한 처형을 연구하고 있다. 아일랜드 공화국군이 처형한 30명의 시민들 중, 5명은 신교도들이었고 19명은 퇴역 군인들이었다. 후자의 숫자는 코르크 시에 퇴역 군인들이 상당히 많이 거주했다는 맥락 속에서 바라보아야 한다. 제1차 세계대전에 참전했던 군인만 해도 5,500명이 넘었다. 무엇보다도, 나의 연구는 아일랜드 공화국군의 작전 중 어떤 것도 신교도, 합방주의자(Unionist), 그리고 퇴역 군인들의 기구나 지도자들을 상대로 한 것이 아니었다는 점을 밝히고 있다."
"코르크에서 처형된 '스파이'들 중 몇몇은 영국 군대와 명백하게 연결되어 있었다는 증거가 있다. 반면 다른 이들은 설명 없이 총살되었다. 오늘날 많은 경우에 유죄를 입증하는 것은 불가능하다. 정보제공자들에 대한 영국의 기록은 흩어져 있고, 불완전하며, 신뢰할 수 없는 것들이 많다. 아일랜드 공화국군의 기록은 보안상의 이유로 인해 전쟁중에 파기되었다. 하지만, 살아남은 문서 자료들은 코르크 시의 아일랜드 공화국군은 오직 영국 군대에게 정보를 제공하고 있다고 생각되는 시민만을 목표로 삼았다는 것을 보여준다."
"코르크 시의 아일랜드 공화국군은 그 지역에서 영국 군대와 협조하고 있는 시민을 가려내는 나름대로의 방법을 가지고 있었다. 그들은 체계적으로 서신을 중간에 차단하고, 전화를 도청하고, 시 주변에서 전보를 감시했다. 아일랜드 공화국군에 협조한 스파이들과 심정적 지지자들은 마을의 핵심적인 일터 곳곳에 존재했다. 아일랜드 공화국군의 정보 장교들은 영국측의 인물들과 군기지를 빈틈없이 감시하고 있었다. 한 아일랜드 공화국군의 스파이가 영국군의 코르크 사령부 최고위급까지 침투했으며, 그녀는 거기서 그 지역의 정보 제공자들의 신원을 포함했을 가능성이 대단히 높은, 매우 민감한 정보에 접근할 수 있었다. 그녀의 이야기는 Florence and Josephine O'Donoghue가 쓰고 내가 엮은 War of Independence에 소개되어 있다."

## 관련 문헌
1. ↑  Peter Hart, The I.R.A. and Its Enemies : Violence and Community in Cork, 1916-1923, Oxford University Press, 1998. ISBN-10: 0198208065
2. ↑  Peter Hart, British Intelligence in Ireland: The Final Reports (Irish Narratives), Cork University Press, 2002, ISBN-10: 1859182011
3. ↑  Peter Hart, The I.R.A. at War 1916-1923(Oxford University Press, 2004. ISBN-10: 0199252580)
4. ↑  Joost Augusteijn(edited), The Irish Revolution, 1913-1923, Palgrave Macmillan, 2002. ISBN-10: 0333982258
5. ↑  Peter Hart, Mick : The Real Michael Collins, Penguin, 2007. ISBN-10: 0143038540
6. ↑  Meda Ryan, Tom Barry IRA Freedom Fighter, Mercier Press, 2003, ISBN 1-85635-480-6
7. ↑  Brian Murphy, "Peter Hart : The Issue of Sources", Irish Political Review, Vol. 20, No. 7 July 2005. (ISSN 0790-7672)
8. ↑  Brian Murphy, The Origins and Organisation of British Propaganda in Ireland, 1920, Aubane Historical Society, 2006. ISBN 1-903497-24-8
9. ↑  , 대표적인 저서는 Spies, Informers And the 'Anti-Sinn Fein Society': The Intelligence War in Cork City, 1920-1921, Irish Academic Pr, 2007. ISBN-10: 0716528339
10. ↑  이 논문은 다음 두 권의 책에 수록되었다. Unionism and Modern Ireland, Gill & MacMillan, 1996. The IRA at War, 1916-1923, 2004.